# 915
915 (CMXV) fue un año común comenzado en domingo del calendario juliano, en vigor en aquella fecha.

## Acontecimientos
- Italia - Berenguer I es coronado emperador.
- Batalla de Garigliano.

## Nacimientos
- Alhakén II, segundo califa omeya del Califato de Córdoba.

## Fallecimientos
- Spytihnev I de Bohemia.
- Tutilo, monje irlandés.